# Csorvás
Csorvás est une ville et une commune du comitat de Békés en Hongrie.